# Fordson Super Dexta
Le Fordson Super Dexta est un tracteur agricole produit par la firme Ford Motor Company.
Il est fabriqué dans l'usine anglaise de Dagenham de 1962 à 1964. Prenant la suite du Dexta dans le segment des tracteurs de 40 ch de la gamme Fordson, sa production cesse quand cette gamme disparaît au profit de l'unique marque Ford.

## Historique
Ford crée la marque Fordson en 1917. Le modèle Dexta (vendu un temps en France sous le nom de Fordson Messor) sort de l'usine anglaise de Dagenham en 1957. Ce tracteur, esthétiquement et techniquement proche du Ford N fabriqué aux États-Unis, est construit de manière à ne pas être soupçonné de contrefaçon des brevets qui protègent le Ford N ; il est conçu pour être utilisé sur les petites et moyennes exploitations et se présente comme un concurrent direct du Massey Ferguson 35 alors que le Fordson Major puis le Super Major représentent le haut de gamme.
En juillet 1962, le Fordson Super Dexta remplace le Dexta en amenant avec lui quelques améliorations techniques dont un moteur plus puissant et une silhouette légèrement modifiée. Vendu dans de nombreux pays du monde, y compris les États-Unis sous le nom de Ford 2000 D, il cesse d'être produit en juin 1964, peu de temps avant la fermeture de l'usine de Dagenham et la disparition de la marque Fordson dans le cadre de la réorganisation de la division « tracteurs » de Ford.

## Caractéristiques

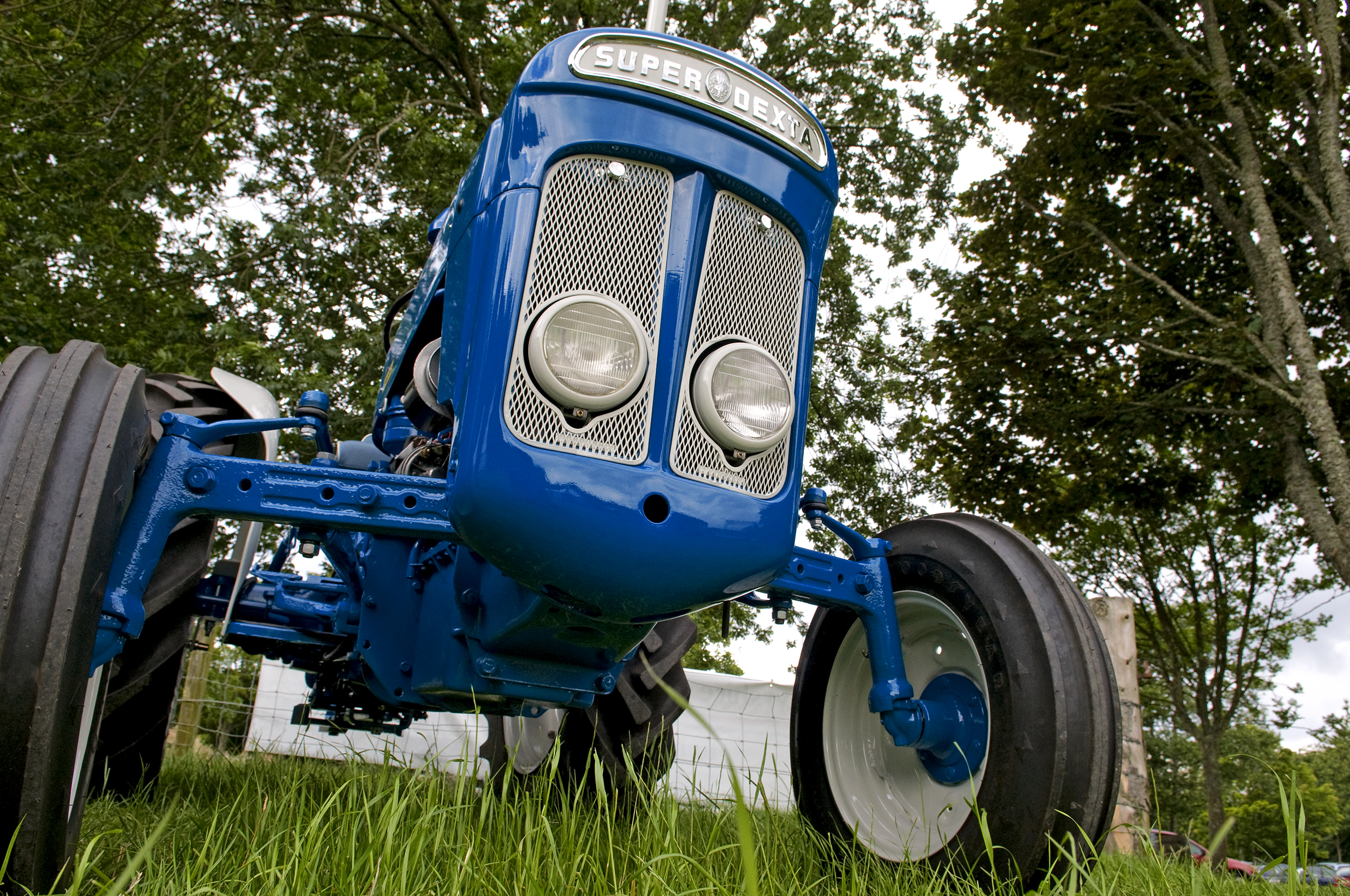
Face avant du Super Dexta.

Le moteur Diesel qui anime le Super Dexta est un Perkins à trois cylindres en ligne, d'une cylindrée de 2 500 cm3 et développant au maximum 39  puis   44 ch à 2 200 tr/min. Son bloc-moteur est fondu à Dagenham, l'usine Perkins de Peterborough se chargeant de l'appareillage mobile et de l'assemblage général. Ce moteur plus puissant que celui du Dexta demande un radiateur de refroidissement plus grand, ce qui oblige à redessiner la calandre du tracteur das laquelle les phares sont en outre intégrés. Une version disposant d'un moteur à essence à quatre cylindres et destinée à l'Australie et la Nouvelle-Zélande.
La boîte de vitesses mécanique comporte six rapports avant et deux rapports arrière, répartis en deux gammes, une architecture classique sur les modèles de la gamme Fordson. Le tracteur est doté d'un blocage de différentiel.
Le Fordson Super Dexta possède un relevage arrière inspiré de celui des Massey Ferguson ainsi qu'une prise de force tournant à 540 tr/min.